# Paulo Arruda
Paulo Arruda (Santa Gertrudes, 5 de abril de 1952) é um biologista e renomado cientista brasileiro na área de biologia molecular e genômica vegetal.

## Biografia

### Formação acadêmica
Paulo Arruda é professor titular do Departamento de Genética do Instituto de Biologia da Universidade Estadual de Campinas. Ele recebeu seu Doutorado em Genética pela Universidade Estadual de Campinas e foi pioneiro na biologia molecular e genômica vegetal no Brasil. Seus interesses de pesquisa estão voltados ao entendimento da regulação da expressão gênica e seu impacto no metabolismo de aminoácidos e na resposta a estresses abioticos. Possui mais de 100 artigos científicos publicados em revistas internacionais, é membro da Academia Brasileira de Ciências, da The World Academy of Sciences e da Academia de Ciencias do Estado de São Paulo. Por suas contribuições cientificas recebeu a comenda Grã-Cruz da Ordem Nacional do Mérito Científico do Governo da República do Brasil e o Prêmio de Mérito Científico e Tecnológico do Governo do Estado de São Paulo. Foi um dos sócios fundadores e Diretor Científico da empresa de biotecnologia vegetal Alellyx Applied Genomics. Atualmente deirige o Genomics for Climate Change Research Center e o Centro de Química Medicinal da UNICAMP.
Iniciou sua vida acadêmica ao ingressar para o curso de Ciências Biológicas, na Pontifícia Universidade Católica de Campinas (Puccamp), em 1973, e com concluindo-o em 1976. Posteriormente cursou mestrado (com a dissertação "Síntese de aminoácidos e proteínas: características físicas e químicas em endospermas normais e Opaque2 durante desenvolvimento da semente de milho") e doutorado (com a dissertação "O potencial osmótico em mutantes de endosperma de milho e sua interação com características físicas e com a atividade da RNase da semente") pelo Departamento de Genética da Universidade Estadual de Campinas (UNICAMP), concluindo-os, respectivamente, nos anos de 1979 e 1982.
Terminada a Pós-Graduação, cursou pós-doutorado pelo Departamento de Bioquímica da Rothamsted Experimental Station, Inglaterra, entre 1982 e 1983.

### Carreira científica
De volta ao Brasil em 1983, iniciou um grupo de pesquisas em biologia molecular de plantas, tema até então incipiente no Brasil. O grupo se consolidou com pesquisas em regulação da biossíntese de aminoácidos e proteínas de reserva em sementes, com grande repercussão internacional. Esta pesquisa serviu como base para o desenvolvimento de plantas ricas em lisina, área de grande interesse biotecnológico para o desenvolvimento de alimentos funcionais. Tratou-se de um estudo pioneiro de "molecular farming" realizado fora dos Estados Unidos, Europa e Japão. Seu grupo também participou de pesquisas com termorregulação em plantas, particularmente o papel da proteína desacopladora de mitocôndrias de plantas (PUMP) no controle da produção de calor em plantas. A partir de 1987, coordenou a implantação do Centro de Biologia Molecular e Engenharia Genética (CBMEG) da UNICAMP, sendo atualmente um centro de referência para a pesquisa em biologia molecular. O laboratório de Biologia Molecular de Plantas do CBMEG, sob sua liderança, já treinou mais de uma centena de estudantes de iniciação científica, mestres, doutores e pós-doutores, muitos dos quais ocupam posições de destaque em instituições de ensino e pesquisa nacionais e internacionais. Participou da organização do Programa Genoma Fapesp, contribuindo com a implantação da rede ONSA para o sequenciamento do genoma da bactéria Xylella fastidiosa, trabalho este que rendeu a capa da revista Nature em 2000, mesmo ano em que foi eleito membro da Academia Brasileira de Ciências. Posteriormente passou a coordenar o Projeto Genoma da Cana de Açúcar (SUCEST) que pretendia identificar cerca de 50.000 genes da cana e estudar o papel funcional dos mesmos.

#### Alellyx
Fundou, em 2002, juntamente com quatro outros pesquisadores, a Alellyx Applied Genomics,a primeira empresa brasileira de genômica vegetal aplicada, da qual assumiu o cargo de Diretor Científico. A empresa, além de investidores, conta com apoio financeiro do BNDES e parcerias como a CanaVialis. As empresas Alellyx e CanaVialis foram fundadas, ambas, com capital de risco da Votorantim, e juntas permitiram o desenvolvimento de tecnologias que colocam o Brasil em uma posição pioneira no campo de agropesquisas. Em 2008 a empresa foi vendida para a multinacional americana Monsanto, que comprou também a parceira CanaVialis.
Em 2009, após desligar-se da Allelyx, Paulo Arruda retorna à UNICAMP. De volta a universidade, coordenou um projeto de Educação em Ciências denominado Ciência para Todos. O grupo atuou na atualização de estudantes e professores da rede pública da região de Campinas.Em outubro de 2010 é eleito, juntamente com mais oito pesquisadores brasileiros, membro da Academia de Ciências para o Mundo em Desenvolvimento. Atualmente coordena o Laboratório de Estudo da Regulação da Expressão Gênica do CBMEG.

## Trabalhos notáveis
- Arruda, P. ; Sodek, L. ; da Silva, W. J.Lysine-Ketoglutarate Reductase Activity in Developing Maize Endosperm. Plant Physiology (Bethesda), v. 69, p. 988-989, 1982.
- Arruda, P ; da Silva WJ.Lysine-ketoglutarate reductase activity in maize: Its possible role in lysine metabolism of developing endosperm. Phytochemistry, v. 22, p. 2687-2689, 1983.
- Arruda, P. ; Bright, S. W. J. ; Kueh, J. S. H. ; Lea, P. J. ; Rognes, S. E. . Regulation of Aspartate Kinase Isoenzymes in Barley Mutants Resistant to Lysine plus Threonine : Construction and Analysis of Combinations of the Lt1a, Lt1b, and Lt2 Mutant Genes. Plant Physiology (Bethesda), v. 76, p. 442-446, 1984.
- Azevedo, R ; Arana, J ; Arruda, P . Biochemical genetics of the interaction of the lysine plus threonine resistant mutant Ltr?1 with opaque-2 maize mutant. Plant Science (Limerick), v. 70, p. 81-90, 1990.
- Leite, A. ; de Freitas, F. A. ; Yunes, J. A. ; Arruda, P. . Nucleotide Sequence of a cDNA Clone Encoding -Coixin from Coix lacryma-jobi Seeds. Plant Physiology (Bethesda), v. 97, p. 1604-1605, 1991.
- Natividadetargon, M ; Ottoboni, L ; Leite, A ; Ludevid, D ; Puigdomenech, P ; Arruda, P . Synthesis and deposition of coixin in seeds of Coix lacryma-jobi. Plant Science (Limerick), v. 83, p. 169-180, 1992.
- Yunes, J. A. ; Cord Neto, G. ; Da Silva, Mj ; Leite, A ; Ottoboni, L. M. M. ; Arruda, P. . The Transcriptional Activator Opaque2 Recognizes Two Different Target Sequences in the 22-kD-like [alpha-Prolamin Genes]. The Plant Cell, USA, v. 6, n. 2, p. 237-249, 1994.
- Szajner P ; Torigoi E ; Gonçalves-Butruille, 6. ; Leite, A ; Arruda, P. . Purification and Characterization of the Bifunctional Enzyme Lysine-ketoglutarate Reductase-Saccharopine Dehydrogenase from Maize. Plant Physiology, Maryland, v. 110, p. 765-772, 1996.
- Azevedo, R ; Arruda, P ; Turner, W ; Lea, P . The biosynthesis and metabolism of the aspartate derived amino acids in higher plants. Phytochemistry, Inglaterra, v. 46, p. 395-419, 1997.
- Yunes, J. A. ; Vettore AL ; Da Silva, Mj ; Leite, A ; Arruda, P. . Cooperative DNA Binding and Sequence Discrimination by the Opaque2 bZIP Factor. The Plant Cell, USA, v. 10, p. 1941-1956, 1998.
- Maia, I ; Benedetti, C ; Leite, A ; Turcinelli, S ; Vercesi, A ; Arruda, P .AtPUMP: an gene encoding a plant uncoupling mitochondrial protein. FEBS Letters, Inglaterra, v. 429, p. 403-406, 1998.
- Nantes, I ; Fagian MM ; Catisti R ; Arruda, P. ; Maia IG ; Vercesi AE .Low temperature and aging-promoted expression of PUMP in potato tuber mitochondria. FEBS Letters, Inglaterra, v. 457, p. 103-106, 1999.
- Sibov, S.T. ; Gaspar, M. ; Silva, M.J. ; Ottoboni, L.M.M. ; Arruda, P. ; Souza, A.P. .Two genes control aluminum tolerance in maize: Genetic and molecular mapping analyses. Genome (Ottawa), Canadá, v. 42, p. 475-482, 1999.
- Kemper, E. L. ; Cord Neto, G. ; Papes F ; Moraes KCM ; Leite, A ; Arruda, P.The Role of Opaque2 in the Control of Lysine-Degrading Activities in Developing Maize Endosperm. The Plant Cell, USA, v. 11, p. 1981-1994, 1999.
- Almeida AM ; Jarmuszkiewicz W ; Khomsi H ; Arruda, P ; Vercesi AE ; Sluse FE .Cyanide-Resistant, ATP-Synthesis-Sustained, and Uncoupling-Protein-Sustained Respiration during Postharvest Ripening of Tomato Fruit. Plant Physiology, USA, v. 119, p. 1323-1330, 1999.
- Arruda, P ; Kemper, E. L. ; Papes F ; Leite, A .Regulation of lysine catabolism in higher plants. Trends in Plant Science, Inglaterra, v. 5, p. 324-330, 2000.
- Simpson AJG ; Reinach FC ; Arruda, P. ; et al .The genome sequence of the plant pathogen Xylella fastidiosa. Nature (London), Inglaterra, v. 406, p. 151-157, 2000.
- Boreck , J. ; Maia IG ; Costa ADT ; Jezek P ; Chaimovich, H ; Andrade, P.B.M. ; Vercesi AE ; Arruda, P.Functional reconstitution of Arabidopsis thaliana plant uncoupling mitochondrial protein (AtPUMP1) expressed in Escherichia coli. FEBS Letters, v. 505, p. 240-244, 2001.
- Silva, Felipe Rodrigues ; Vettore, Andre Luiz ; Kemper, Edson Luis ; Leite, Adilson ; Arruda, Paulo .Fastidian gum: the Xylella fastidiosa exopolysaccharide possibly involved in bacterial pathogenicity. FEMS Microbiology Letters, v. 203, p. 165-171, 2001.
- Papes, F ; Surpile, M ; Langone, F ; Trigo, J ; Arruda, P .The essential amino acid lysine acts as precursor of glutamate in the mammalian central nervous system. FEBS Letters, v. 488, p. 34-38, 2001.
- Silva, Felipe Rodrigues ; KEMPER, E. L. ; Souza GM ; da Silva AM ; Ferro MIT ; Silva FH ; Giglioti EA ; Lemos MVF ; Coutinho LL ; Nobrega MP ; Carrer H ; França SC ; Bacci, Jr M ; Goldman MH ; Gomes SL ; Nunes LR ; Camargo LEA ; Siqueira WJ ; Van Sluys MA ; Thiemann OH ; Kuramae EE ; Santelli RV ; Marino CL ; TARGON, M. L. N. P. ; Ferro JA ; Silveira HCS ; MARINI, D. C. ; Lemos EGM ; Monteiro-Vitorello CB ; Tambor JHM ; Carraro DM ; Roberto PG ; Martins VG ; Goldman GH ; de Oliveira RC ; Truffi D ; Colombo CA ; Rossi M ; de Araujo PG ; Sculaccio SA ; Angella A ; Lima MMA ; Rosa, Vincente E. ; Siviero F ; Coscrato VE ; Machado MA ; Grivet, L. ; Di Mauro SMZ ; Nobrega FG ; Menck CFM ; Braga MDV ; Telles, G. P. ; Cara FAA ; Pedosa GL ; Meidanis, Jc ; Vettore, A L ; Arruda, P .Analysis and Functional Annotation of an Expressed Sequence Tag Collection for Tropical Crop Sugarcane. Genome Research, v. 13, p. 2725-2735, 2003.
- Brandalise, M. ; Maia, Ivan de Godoy ; Borecky, J. ; Vercesi AE ; Arruda, P .ZmPUMP encodes a maize mitochondrial uncoupling protein that is induced by oxidative stress. Plant Science (Limerick), v. 165, n. 2, p. 329-335, 2003.
- Nogueira, F. T. S. ; Rosa, Vincente E. ; Menossi, M ; Ulian, E. C. ; Arruda, P .RNA Expression Profiles and Data Mining of Sugarcane Response to Low Temperature. Plant Physiology (Bethesda), v. 132, n. 4, p. 1811-1824, 2003.
- Vincentz, M. ; Cara FAA ; Okura, Vagner Katsumi ; Da Silva, Fr ; Pedosa GL ; Hemerly AS ; Capella AN ; Marins M ; Ferreira PC ; França SC ; Grivet, Laurent ; Vettore, André L. ; Kemper EL ; Burnquist WL ; Targon, M. L. N. P. ; Siqueira WJ ; Kuramae EE ; Marino CL ; Camargo Lea ; Carrer H ; Coutinho LL ; Furlan LR ; Lemos MVF ; Nunes LR ; Gomes SL ; Santelli RV ; Goldman MH ; Bacci, Jr M ; Giglioti EA ; Thiemann OH ; Silva FH ; Van Sluys MA ; Nobrega FG ; Arruda, P ; Menck CFM .Evaluation of Monocot and Eudicot Divergence Using the Sugarcane Transcriptome. Plant Physiology (Bethesda), v. 134, p. 951-959, 2004.
- Nogueira, F ; Schlogl, P ; Camargo, S ; Fernandez, J ; Derosajr, V ; Pompermayer, P ; Arruda, P .SsNAC23, a member of the NAC domain protein family, is associated with cold, herbivory and water stress in sugarcane. Plant Science (Limerick), v. 169, p. 93-106, 2005.
- Pascon, Renata C. ; Kitajima, João Paulo ; Breton, Michèle C. ; Assumpção, Laura ; Greggio, Christian ; Zanca, Almir S. ; Okura, Vagner Katsumi ; Alegria, Marcos C. ; Camargo, Maria E. ; Silva, Giovana G.C. ; Cardozo, Jussara C. ; Vallim, Marcelo A. ; Franco, Sulamita F. ; Silva, Vitor H. ; Junior, Hamilton Jordão ; Oliveira, Fernanda ; Giachetto, Poliana F. ; Ferrari, Fernanda ; Aguilar-Vildoso, Carlos I. ; Franchiscini, Fabrício J.B. ; Silva, José M.F. ; Arruda, Paulo ; Ferro, Jesus A. ; Reinach, Fernando ; Silva, Ana Cláudia Rasera .The Complete Nucleotide Sequence and Genomic Organization of Citrus Leprosis Associated Virus, Cytoplasmatic type (CiLV-C). Virus Genes, v. 32, p. 289-298, 2006.
- Azevedo, R. A. ; Arruda, P.High-lysine maize: the key discoveries that have made it possible. Amino Acids (Wien. Print), v. 39, p. 979-989, 2010.
- Cheavegatti-Gianotto, Adriana ; Abreu, Hellen Marília Couto ; Arruda, P. ; Bespalhok Filho, João Carlos ; Burnquist, William Lee ; Creste, Silvana ; Ciero, Luciana ; Ferro, Jesus Aparecido ; Oliveira Figueira, Antônio Vargas ; Sousa Filgueiras, Tarciso ; Grossi-de-Sá, Mária de Fátima ; Guzzo, Elio Cesar ; Hoffmann, Hermann Paulo ; Andrade Landell, Marcos Guimarães ; Macedo, Newton ; Matsuoka, Sizuo ; Castro Reinach, Fernando ; Romano, Eduardo ; Silva, William José ; Castro Silva Filho, Márcio ; César Ulian, Eugenio .Sugarcane (Saccharum X officinarum): A Reference Study for the Regulation of Genetically Modified Cultivars in Brazil. Tropical Plant Biology, p. xx, 2011.

## Prêmios e Condecorações
- Prêmio Zeferino Vaz de Reconhecimento Acadêmico concedido pela UNICAMP 1999
- Comendador da Ordem Nacional do Mérito Científico 2000
- Grã-cruz - Ordem Nacional do Mérito Científico 2010
- Prêmio Mérito Científico e Tecnológico outorgado pelo Governo do Estado de São Paulo 2000
- Prêmio Medalha RedBio concedido pela Rede Latino-americana de Biotecnologia pela contribuição para o desenvolvimento da Biotecnologia na America Latina 2001.